# حزب کاتولیک
حزب کاتولیک (فرانسوی: Parti catholique‎)حزبی بود که در سال ۱۸۶۹ میلادی در بلژیک تاسیس شد.حزب کاتولیک، تحت رهبری چارلز وست، در سال۱۸۸۴اکثریت مطلق مجلس نمایندگان بلژیک را از دست حزب لیبرال در پی مناقشه مدارس به در آورد. حزب کاتولیک اکثریت مطلق خود را تا سال ۱۹۱۸ حفظ کرد. در سال ۱۹۲۱، این حزب به اتحادیه کاتولیک و از سال ۱۹۳۶ به بلوک کاتولیک تبدیل شد.